# Scopula cervinata
Scopula cervinata är en fjärilsart som beskrevs av W. Warren 1905. Scopula cervinata ingår i släktet Scopula och familjen mätare. Inga underarter finns listade.